# Чириков, Осип Семёнович
Осип (Иосиф) Семёнович Чириков (ум. 1903) — русский художник-иконописец и реставратор из села Мстёры.

## Биография
Крестьянин, родился 1 января 1849 года в Мстёре. Основал иконописные мастерские в Мстёре и Москве. 
В 1887 году выполнил серию образцов «живописи святых и двунадесятых праздников» для росписи фарфоровых пасхальных яиц. Надпись-печать встречается иногда на тыльной стороне икон, написанные в Мстёре, гласит: «Иконописные мастерские Чирикова Иосифа Семёновича в слоб. Мстёра Влад. губ.».
в 90-х годах XIX века И. С. Чириков и М. И. Дикарёв выполнили серию аналойных икон (так называемую «Годовую минею») для домовой церкви Введения во Храм Пресвятой Богородицы Мраморного дворца в Петербурге, включавшую более трёхсот пятидесяти образов (в настоящее время иконы хранятся в Государственном Эрмитаже, Русском музее и Музее истории религии).
В 1900 году становится членом вновь организованного Церковно-археологического отдела при Обществе любителей духовного просвещения.
Наиболее предприимчивые мстёрские мастера перенесли свои мастерские в Москву — сыновья Осипа Семёновича, Григорий и Михаил Чириковы (Таганка Б. Покровский пер. 22), В. П. Гурьянов, М. И. Дикарёв, братья Тюлины. В период 1914 по 1919 годы в мастерской Чириковых была отреставрирована икона XIV века «Богоматерь Донская». Григорий Чириков отреставрировал в 1918 году «Богоматерь Владимирскую» (XII век) и "Троицу" Андрея Рублёва.

## Семья
Осип Чириков имел двух сыновей:
- Григорий Осипович (1880/1882—1936) — русский советский художник-реставратор, коллекционер
- Михаил Осипович — русский советский художник-реставратор

## Работы
- Серия образцов «живописи святых и двунадесятых праздников» (Мстёра, 1887 год)
- «Сретение Господне» (Мстёра, конец XIX века)
- «Рождество Христово» (Мстёра, конец XIX века)
- «Святитель Порфирий, епископ Газский» (Мстёра, конец XIX века)
- «Ангел-хранитель и шесть избранных святых» (Мстёра, 1890-е годы)
- «Воскресение Христово с 12 праздниками» (Мстёра, 1890-е годы)
- «Годовая минея» Введенской церкви (Санкт-Петербург, 1890-е годы)
- «Московские святители: Петр, Алексий, Иона, Филипп и великий князь Владимир» (Москва, 1890 год)
- «Свт. Алексий-митрополит Московский», (Москва, 1891 год)
- «Семь спящих отроков Эфесских» (Мстёра, 1892 год)
- «Архангел Михаил» (Мстёра, 1898 год)
- «Архангел Михаил» (Мстёра, конец XIX века)
- «Сергий Радонежский, Алексий Московский, Никола, Мария  (Мстёра, конец XIX века)